# 迫栄吉
迫 栄吉（さこ えいきち、1888年（明治21年）8月1日 - 1953年（昭和28年）1月24日）は、大日本帝国陸軍軍人。最終階級は陸軍主計中将。

## 経歴
鹿児島県姶良郡、のちの加治木町（現姶良市）出身。陸軍経理学校第4期主計候補生として1910年（明治43年）5月24日に卒業した。1934年（昭和9年）6月28日に陸軍省経理局監査課長に就任し、8月1日に陸軍一等主計正に進級した。1937年（昭和12年）8月に第1軍経理部長に就任し、日中戦争に出動した。
1938年（昭和13年）7月に陸軍主計少将に進級し、1939年（昭和14年）8月に関東軍倉庫長に転じた。1941年（昭和16年）8月25日に陸軍主計中将に進級し、12月1日に陸軍経理学校長に就任。1945年（昭和20年）4月7日に第1総軍経理部長となり終戦を迎えた。
1948年（昭和23年）1月31日、公職追放仮指定を受けた。